# Dziwożona

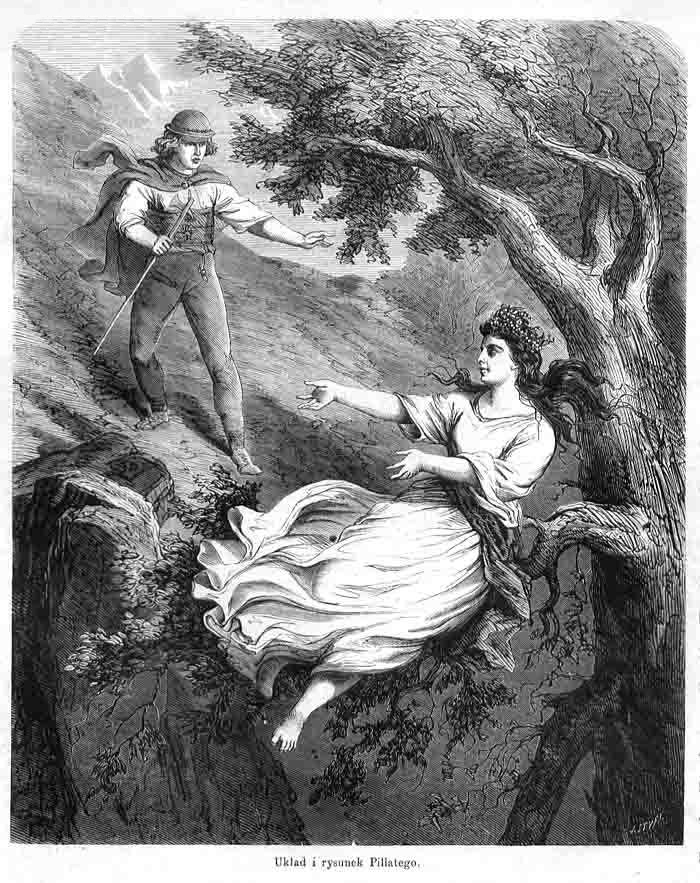
Dziwożona, drzeworyt sztorcowy. Autor: Jan Styfi według: Henryka Pillatiego, opublikowano w Tygodnik Illustrowanym w 1864 roku

Dziwożona (także boginka, mamuna) – demon żeński z wierzeń dawnych Słowian.

## Etymologia i regionalizmy
Wyraz „dziwożona” (dzika żona/kobieta) jest w języku polskim pożyczką z języka słowackiego: „diva lena”/ „divá žena” oznaczała „dziką kobietę”, a polski odpowiednik spopularyzowany został przez wydaną w 1855 powieść „Dziwożona” autorstwa Zygmunta Kaczkowskiego.
W języku czeskim wyraz ten występuje jako diva żena, u Hucułów istniała dykaja żena, u Łużyczan wódna żona. Z kolei na terenach Rusi Czerwonej do opisu dziwożon pasuje wyraz bohynie („boginie”).
W źródłach dziwożona jest często wymiennie stosowana z mamuną i — przede wszystkim – z boginką. Wyraz „dziwożona” szczególnie stosowany był u górali tatrzańskich, z kolei wyraz diva lena, ale też runa (nawiązanie do mamuna) był w użytku u górali słowackich.

## Wygląd i działanie
Dziwożony przedstawiane były jako szkaradne, garbate kobiety, o długich splątanych włosach, czasem z ozdobioną paprocią czerwoną czapeczką na głowie oraz z długimi piersiami lub patologicznie wydłużonymi sutkami, które zarzucały sobie na plecy i którymi nawet prały bieliznę. Mieszkały w osypiskach skalnych, w jeziorach (np. Jezioro Żabie) lub w pieczarach górskich (np. pieczara w okolicach wsi Łopuszna). Żywiły się zielem „słodyczką”.
Wierzono, że dziwożony porywały młode dziewczęta i młode mężatki. Poza tym porywały dzieci z kołysek, podmieniając je na własne: brzydkie odmieńce, z widocznymi ułomnościami lub niepełnosprawnością umysłową/rozwojową. Sposobem na odzyskanie dziecka miało być wyniesienie odmieńca na pole/granicę lub śmietnik, tam obicie dziecka rózgą, dodatkowo oblewając je lub pojąc wodą ze skorupki jajka i wypowiadając słowa: Odbierz swoje, oddaj moje. Wtedy dziwożona, poruszona płaczem własnego dziecka, wracała po nie, oddając porwanego noworodka.
Od dziwożon można było się uwolnić albo je odstraszyć, używając kwiatu dziurawca (popul. „dzwonek”, reg. „zwonka”). Ten opis zachowań dziwożon i metod ochrony przed nimi jest tożsamy z zapisami wierzeń z różnych terenów odnoszącymi się do boginek.
Regionalne warianty opowieści o dziwożonach, oprócz typowych sytuacji podmiany dziecka lub porwania młodej mężatki/matki, zawierają także opowieści w rodzaju:
- uratowanie porwanej kobiety z rąk dziwożon (kobieta zaczepia napotkanego na brzegu mężczyznę i opowiada mu o swoim losie, następnie razem planują ucieczkę, wykorzystując w ostatnim momencie ochronną moc dziurawca[7]),
- złapanie dziwożony (np. w rzepie), która następnie ucieka, zostawiając swoją czerwoną czapeczkę. Następnie istota przychodzi regularnie pod okno, prosząc o zwrot czapeczki[7].